# Казе Полина (Трапани)
Казе Полина је насеље у Италији у округу Трапани, региону Сицилија.
Према процени из 2011. у насељу је живело 22 становника. Насеље се налази на надморској висини од 220 м.